# テクノ経営総合研究所

株式会社テクノ経営総合研究所（テクノけいえいそうごうけんきゅうしょ、英：TECHNO MANAGEMAENT RESEARCH INSTITUTE CO,.LTD.）は、東京都千代田区に本社をおく、日本の経営コンサルティング会社。

## 概要
1980年9月1日設立。創業者は隅谷稔。現社長は隅谷洋。
国内外あわせて4,000件以上のコンサルティング実績を有し、特に製造業に特化したコンサルティングファームとしては日本有数の実績と規模を誇る。
タイ・バンコクにも活動拠点「TMCT」Techno Management Consulting（Thailand）を有し、タイを中心にASEAN、そしてアメリカなどにも実績があり、国内外問わず大企業から中小企業まで、ものづくりの現場のみならず間接部門の業務改善、新規工場の立ち上げ、環境問題、更には関連会社の「テクノ経営ウェブソリューションズ」にて、現場とデジタルの融合、DXと幅広いテーマに対応したコンサルティングを行っている。
また経営コンサルティングだけではなく、技術セミナーなどの「能力開発」や人材紹介などの「人材支援」についても事業領域とする。
コンサルタントの在籍数は50名以上。「人」の活性化に焦点を合わせ、現場からの発想で生産性を高め、新しい価値を創造する自社独自の企業改善手法「VPM®（Value Producing Management）」を主軸に、人の意識と行動を変え、企業革新を実現する実践コンサルティングをコンセプトとする。
VPM®には、すべての企業改革が、働く人の意識と行動によってもたらせるものという概念があり、業種・職種問わずメソッドとして応用可能であるという特徴がある。
テクノ経営総合研究所のコンサルティングの進め方として特徴的なのは、本格的なコンサルティングに入る前に、「1日工場診断」を行っているところである。
1日工場診断は、数人のコンサルタントが製造現場に出向き、工場視察や経営トップ、管理者などへのインタビューを通じ、まず現場に潜在している問題を洗い出し、その会社の企業改革にとって、どのような部分に着目すべきかを提案するサービスである。
これにより目的・目標が可視化され、全社規模で活動意義が共有されるというメリットがある。
他にも所属コンサルタントが講師を務める経営革新セミナー、技術セミナー、グローバル経営革新といった企業トップもしくは管理・監督者を対象としたセミナーもWebおよび実地にて積極的に企画・開催している。

## 沿革
- 1980年9月　製造業における改善手法としてVPM(付加価値生産管理)を開発し、大阪市北区西天満に製造業コンサルティングを事業目的としてテクノ経営サービス株式会社を設立。
- 1984年12月　社名を株式会社テクノ経営コンサルティングに変更。
- 1993年6月　本社を大阪市中央区内平野町へ移転。
- 1998年12月　社名を株式会社テクノ経営総合研究所に変更。
- 1999年3月　再就職支援事業を開始。
- 2001年1月　本店所在地を大阪市中央区内平野町から東京都千代田区九段北(九段センタービル)に変更し、旧本社を大手前オフィスとする。
- 2003年7月　株式会社テクノ経営人材センター(資本金10,000干円)(現連結子会社)を大阪市中央区内平野町に設立。
- 2003年10月　株式会社テクノ経営人材センターが人材派遣事業を開始。
- 2005年10月　株式取得により株式会社テクノ経営人材センターを子会社化。
- 2008年11月　子会社である株式会社テクノ経営人材センターを合併。
- 2010年3月  タイ（バイコク）に海外拠点 Techno Management Consulting（Thailand）Co.,Ltd.（TMCT）を設立。
- 2019年2月　大阪、東京に株式会社テクノ経営ウェブソリューションズ設立。

## 関係会社
- Techno Management Consulting（Thailand） Co.,Ltd.
- 株式会社テクノ経営ウェブソリューションズ
- 株式会社テクノ住宅販売